# Vrhov Dol
Vrhov Dol – wieś w Słowenii, w gminie miejskiej Maribor. W 2018 roku liczyła 117 mieszkańców. 